# Милков (нос)
Носът Милков (на английски: Milkov Point) е скалист морски нос на Бряг Дейвис от западната страна на Антарктическия полуостров, вдаващ се 2.9 км на запад в залива Ланчестър. Разположен 11.48 км източно от нос Хевилънд и 8.62 км на юг-югозапад от нос Венерсгор. Образуван от разклонение на връх Шанют.
Наименуван е на българския пионер на авиацията Радул Милков (1883-1962), който при боен полет по време на Балканската война заедно с Продан Таракчиев първи използват авиационни бомби на 16 октомври 1912. Името е официално дадено на 23 ноември 2009 г.
Британско-немско картографиране от 1996 г.

## Карти
- Trinity Peninsula Архив на оригинала от 2015-09-23 в Wayback Machine.. Scale 1:250000 topographic map No. 5697. Institut für Angewandte Geodäsie and British Antarctic Survey, 1996.